# Nelson Tenório de Oliveira
Nelson Tenório de Oliveira (Atalaia, 30 de setembro de 1921 — 1995) foi um empresário e político brasileiro.
Formado em direito pela Faculdade de Direito do Recife em 1949, exerceu diversas funções públicas. Foi eleito suplente de senador, exercendo o mandato em 1962.
É tio do atual senador alagoano João Tenório (PSDB) que, assim como seu tio, também chegou ao cargo de senador como suplente.